# Himalayacalamus collaris
Himalayacalamus collaris är en gräsart som först beskrevs av Tong Pei Yi, och fick sitt nu gällande namn av Dieter Ohrnberger. Himalayacalamus collaris ingår i släktet Himalayacalamus och familjen gräs. Inga underarter finns listade i Catalogue of Life.